# Нигчеквеем
Нигчеквеем — річка в  Росії, на півночі  Далекого Сходу, протікає територією  Анадирского району  Чукотського автономного округу. Довжина — 207 км.
Назва в перекладі з чукотської — «тополина річка».

## Гідрографія
Витік річки Нигчеквеем — озеро Перевальне, розташоване у відрогах Непрохідного хребта. Гирлом є річка Туманська при злитті з річкою Майнельвегиргин. Річка протікає по злегка горбистій рівнині на переході гір  Коряцького нагір'я в Нигчеквеемську западину, що виходить до  Анадирської низовини.
Долина річки у верхів'ї широка — до 10 км, русло врізане на 6—10 м. По берегах характерні високі обривисті уступи, місцями скельні .
У середній течії ширина русла доходить до 100 м, яке розділяється на безліч проток, швидкість течії тут становить 0,8 м/с. Посеред русла зустрічаються невеликі острівці. Майже на всьому протязі в басейні річки знаходиться безліч озер різних розмірів, місцевість навколо часто заболочена.
Замерзає в останніх числах вересня, розкривається на початку червня, очищення від льоду відбувається в середині червня.
Велика притока — Гитгивеем.

## Прибережна флора
В низькіій  заплаві ростуть верболози і вільхові ліси висотою до 3 м, зрідка зустрічається чозенія. У високій заплаві вільшняки всихають, на їх місці з'являються лишайникові пустища. У надзаплавних терасах простягається широка (до 1 км) смуга густих низьких чагарників.
Басейн річки відноситься до ботанічного пам'ятника природи «Північно-Коряцький» .

## Іхтіофауна
У середній течії Нигчеквеема знаходиться місце нересту кети та горбуші .